# Charles des Moulins
Pour les articles homonymes, voir Moulins.
Charles Robert Alexandre des Moulins est un botaniste et malacologiste français, né en 1798 et mort en 1875. Il était président de la Société linnéenne de Bordeaux, publiant divers écrits pour la revue de cette société, notamment un Catalogue raisonné des plantes phanérogames de la Dordogne. C'est lui qui le premier, en 1830, a eu l'idée d'introduire des plantes dans les aquariums, afin que les poissons bénéficient de l'oxygène produit par ces plantes. Sur la fin de sa vie, il a nettement affirmé son opposition au darwinisme.
En taxinomie, son nom est écrit Des Moulins. Il est l'inventeur du genre Dendranthema et de l'espèce Dendranthema indicum. En botanique, on lui doit aussi la description de Euphorbia milii. Dans le règne animal, lui sont associées les espèces Ceratoconcha domingensis et Scalpellum burdigalense.
Le malacologue Dominique Dupuy lui a dédié l'espèce Vertigo moulinsiana.

## Publications

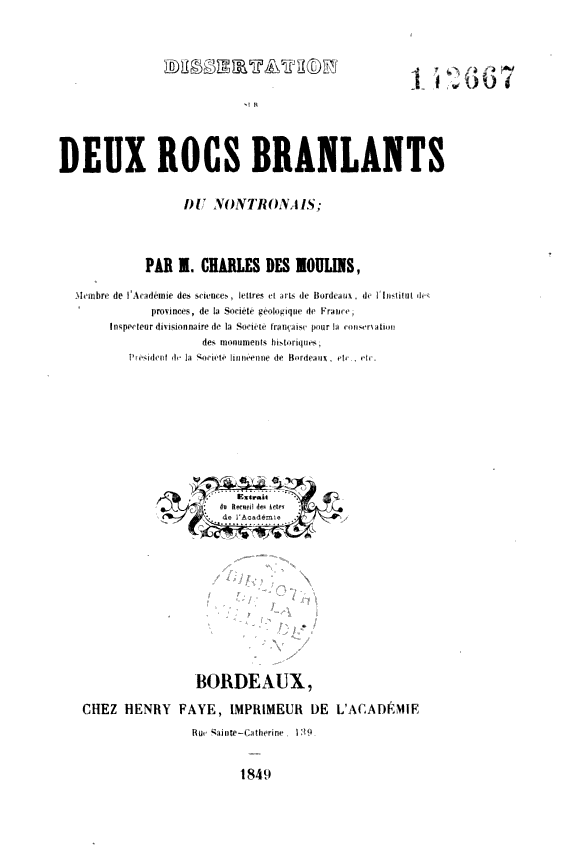
Dissertation sur deux rocs branlants du Nontronains, 1849.

- Sander Rang et Charles des Moulins, Description de trois genres nouveaux de coquilles fossiles du terrain tertiaire de Bordeaux, savoir : Spiricella, Gratelupia et Jouannetia, Bordeaux, Impr. de R. Laguillotière, 1828, 31 p., in-8° (lire en ligne [PDF]). — Extrait du Bulletin d’histoire naturelle de la Société linnéenne de Bordeaux, tome 2, 6e livraison, 23 décembre 1828.
- Lettre à M. le docteur C. Montagne, en réponse à son mémoire intitulé ; Coup d'œil rapide sur l'état actuel de la question relative à la maladie de la vigne. Bordeaux, Lafargue, 1854
- Le bassin hydrographique du Couzeau dans ses rapports avec la vallée de la Dordogne : la question diluviale et les silex ouvrés, Bordeaux, Coderc, 1864 (lire en ligne)